# 칭송받는 자: 두 명의 백황
칭송받는 자: 두 명의 백황(일본어: うたわれるもの 二人の白皇, Utawarerumono: Mask of Truth)은 아쿠아플러스가 개발한 일본의 전략 롤플레잉 비주얼 노벨이다. 2016년 9월에 플레이스테이션 3, 플레이스테이션 4, 플레이스테이션 비타용으로 처음 출시되었다. 이 게임은 칭송받는 자 시리즈 중 3번째이자 마지막 게임이다.
영어판은 2017년 5월 23일 북아메리카에서 아틀러스 USA에 의해, 유럽에서 칭송받는 자: 거짓의 가면과 함께 딥 실버에 의해 배급되었다. 이 게임의 일본 애니메이션 각색판은 WHITE FOX가 제작을 맡았으며 2022년 7월에 첫 방영을 시작했다.

## 같이 보기
- 칭송받는 자